# Tender Is the Night (filme)
Tender is the Night (bra: Suave É a Noite) é um filme estadunidense de 1962, do gênero drama, realizado por Henry King, com roteiro baseado no romance homônimo de F. Scott Fitzgerald. Sua bilheteria foi de 3,9 milhões de dólares.

## Sinopse
Uma multimilionária estadunidense Nicole Warren tinha muitos problemas psicológicos, de tal maneira que a sua irmã, Baby Warren, era a sua tutora legal. Nicole acabou por ser internada numa clínica especializada na Suíça e talvez acabasse por passar o resto da sua vida, se não fosse a dedicação de Dick Diver, um psiquiatra que num tempo recorde fez desaparecer todos os problemas de Nicole. 
Mas acabou por acontecer uma outra coisa: o médico e a paciente acabam por se apaixonar e casam-se. Este casamento não agradou a F. Dohmler, o responsável pela clínica, que alertou a Dick que Nicole o veria como um ser divino até descobrir que ele era humano. Para piorar a situação, durante a sua recuperação Dick mantinha-se longe da profissão, tornando-se cada vez mais dependente dela quer a nível emocional e financeiro.

## Elenco
- Jennifer Jones .... Nicole Diver
- Jason Robards .... Dr. Dick Diver
- Joan Fontaine .... Baby Warren
- Tom Ewell .... Abe North
- Cesare Danova .... Tommy Barban
- Jill St. John .... Rosemary Hoyt
- Paul Lukas .... Dr. F. Dohmler
- Bea Benaderet .... Sra. McKisco
- Charles E. Fredericks .... Sr. McKisco
- Sanford Meisner .... Dr. Gregorovious
- Mac McWhorter .... Colis Clay
- Albert Carrier .... Louis
- Richard De Combray .... Francisco
- Carole Matthews .... Sra. Hoyt
- Alan Napier .... Pardo

## Prémios e nomeações
- Recebeu uma nomeação ao Óscar na categoria de melhor canção original (Tender is the Night)